# Ара Шираз
Ара Шираз (арм. Արա Շիրազ), настоящее имя Арамазд Ованесович Карапетян (арм. Արամազդ Հովհաննեսի Կարապետյան; 8 июня 1941, Ереван — 18 марта 2014, Ереван) — армянский художник-скульптор, заслуженный художник Армянской ССР (1979), народный художник Республики Армения (2009), лауреат Президентской премии Республики Армения.

## Биография
Сын поэтессы Сильвы Капутикян и поэта Ованеса Шираза (Карапетяна). В возрасте 9 лет записался в кружок художественной самодеятельности в школе, выбрав скульптуру. Окончил Ереванский государственный художественно-театральный институт в 1966 году. Участник многочисленных выставок юных художников республиканского, всесоюзного и международного уровня. Член Союза художников Армении с 1968 года, организатор выставок в Москве, Ленинграде и Тбилиси. Участник фестиваля армянского искусства «От Урарту к настоящему» (Париж, 1970). В 1977 году получил звание Заслуженного художника Армении, в 1979 году удостоен Государственной премии за барельеф «Орлы» на крыше гостиницы «Двин» (Ереван, 1978).
Шираз был известен как автор скульптурных портретов (Вильяма Сарояна, Пабло Пикассо, Ерванда Кочара, Ованеса Шираза, Вруира Галстяна и многих других), активно увлекался персонажами из армянской мифологии, эпосов и сказок, а также образами деятелей искусства. Работы Шираза выставлены в Музее современного искусства и Национальной галерее Армении в Ереване, в Третьяковской галерее и Государственном музее искусств народов Востока в Москве.
С 1987 года президент Союза художников Армении, член Секретариата Союза художников СССР. Картины и скульптуры авторства Шираза находятся во многих частных коллекциях в Москве, Санкт-Петербурге, Тбилиси, Ереване, Бейруте, Париже, Лондоне, Нью-Йорке, Лос-Анджелесе, Чикаго, Детройте, Монреале и других городах мира.

## Избранные работы
- Антуни (1969)[2]
- Ода (1970)[2]
- Егише Чаренц (1977—1979, Чаренцаван, дом-музей поэта)[2][4]
- Паруйр Севак (1974—1978, Ереван, для одноимённой школы)[2][4]
- Александр Мясникян (1980—1981, Ереван)[2][4]
- Уильям Сароян (1975—1984; 1991, Ереван, Пантеон имени Комитаса)[2][4]
- Грачья Нерсисян (1976)[2]
- Тигран Петросян (1989, Ереван, Шахматный дом)
- Ованес Шираз (1989, Ереван, Пантеон имени Комитаса; 2005, Ереван, округ Малатия-Себастия)[5]
- Сергей Параджанов (1999, Ереван, Пантеон имени Комитаса)
- Зоравар Андраник (2001—2002, Ереван, перед Собором Святого Григория Просветителя)[2]
- Вазген I (2008, Севан, Богословская академия имени Васкеняна)[6]
- Пабло Пикассо (1976)[2]
- М. Мкртчян (Гюмри)[2]